# Лефкада
Лефкада (грец. Λευκάδα), також Лефкас або Левкас (катаревуса та дав.-гр. Λευκάς) — грецький острів в Іонічному морі, сполучений із материковою Грецією понтонним мостом та багатокілометровою дамбою, а також однойменний муніципалітет. Острів обслуговує Національний аеропорт Акцій. Існує регулярне поромне сполучення з Кефалонією, Ітакою та Меганіссі.
В часи венеційського панування (з XII ст.) острів мав назву Санта-Маура (італ. Santa Maura), а в добу османського правління (1479–1502, 1504–1684 та 1715–1716 рр.) називався Ая-Мавра (тур. Ayamavra).

## Історія
Найпопулярнішим переказом, пов'язаним із островом є переказ про самогубство Сапфо на мисі Лефкаса. Існує також низка давньогрецьких міфів, в яких за тих чи інших обставин згадується Лефкас. Ще у прадавні часи весь острів Лефкас пов'язувався із грецькою богинею кохання Афродітою. Містить згадку про Лефкаду і «Одіссея» Гомера, що свідчить про дуже давню історію перших поселень.
Німецький археолог Вільгельм Дьорпфельд здійснив розкопки у різних місцях Лефкади, зрештою це дало йому змогу видати роботу, у якій науковець висунув та обґрунтував гіпотезу: Ітака Гомера і є Лефкас. Він навіть вказав, де міг розташовуватись палац Одіссея — на захід від Нідрі на південному узбережжі Лефкади. Ця версія Дьорпфельда і досі залишається гіпотезою, проте щороку приваблює тисячі туристів, бажаючих опинитись на батьківщині Одіссея.
Давні джерела називають Левкадою Коринфську колонію. Згідно Страбона, узбережжя Акарнанії носило назву Лефкади. Втім достеменно відомо, що за часів Пелопоннеської війни Лефкас входив до Союзу зі Спартою.
Середньовічна незавершена поема «О Фотінос» (або нім. Der Helle) описує події Вукентрійської революції в Лефкаді, підняту проти венеційських володарів Аристотелісом Валорітісом. 

## Географія
Найбільший населений пункт острова та адміністративний центр однойменної регіональної одиниці Лефкада — місто Лефкада. На східному узбережжі острова знаходяться невеликі курорти Лефкада, Нікіана і Пергіалі, на північному узбережжі найбільший курорт на острові — Нідрі. Звідси відкривається панорама на острів Скорпіос, що донедавна належав грецькому магнату судновласнику Аристотелю Онассісу. За 20 км на південь від Нідрі знаходиться курорт Васілікі — центр віндсерфінгу. На західному узбережжі острова розташований пляж Порто Кацикі.

## Муніципалітет
Теперішній муніципалітет Лефкада вкриває острів Лефкада та два дрібні острови Кастос і Каламос, утворений 2011 року за Планом адміністративної реформи «Каллікратіс» в результаті злиття 7 колишніх муніципалітетів:
- Аполлонії
- Елломенос
- Каламос
- Карія
- Кастос
- місто Лефкада
- Сфакіотес

## Галерея

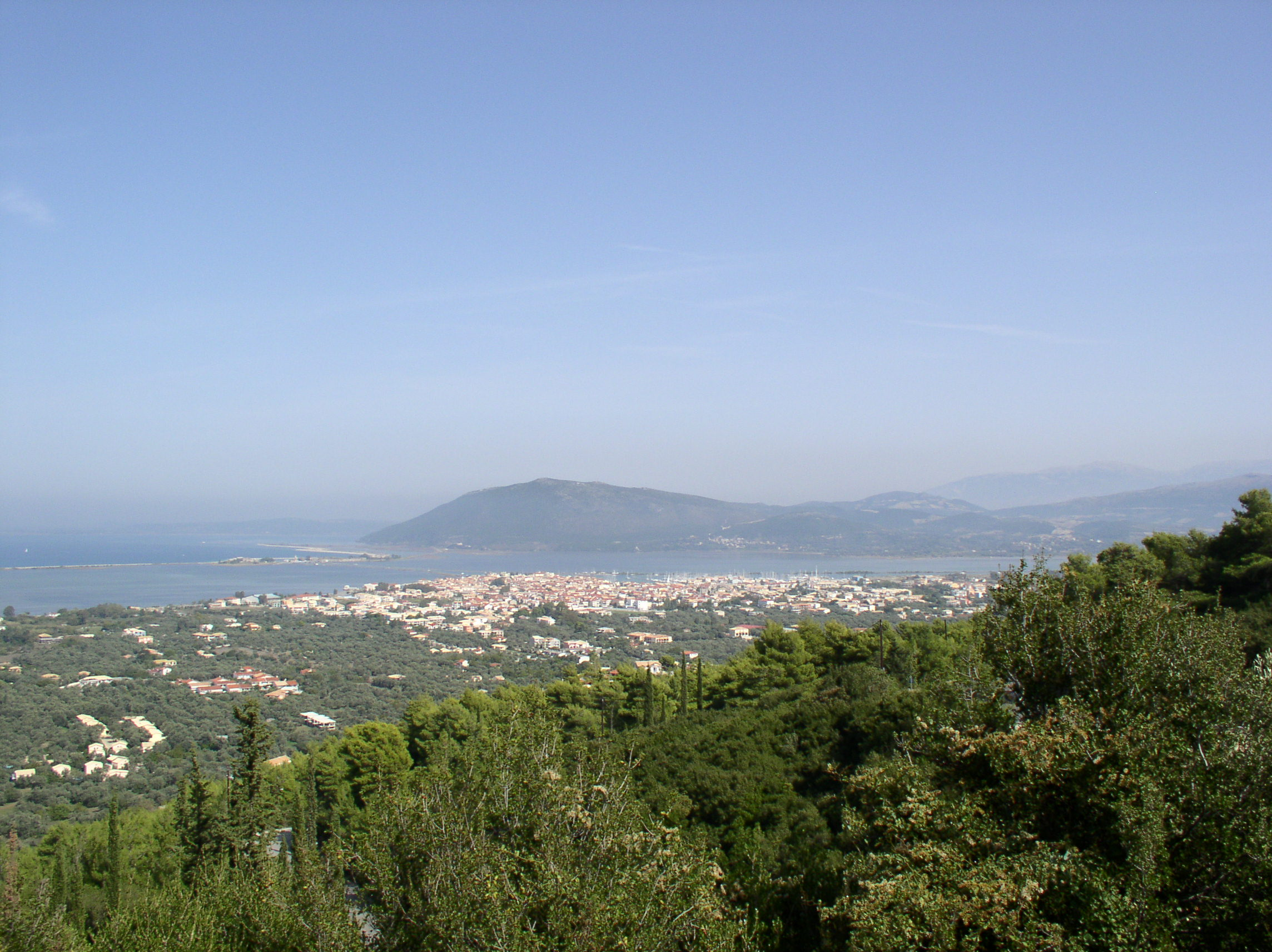
Природа острова
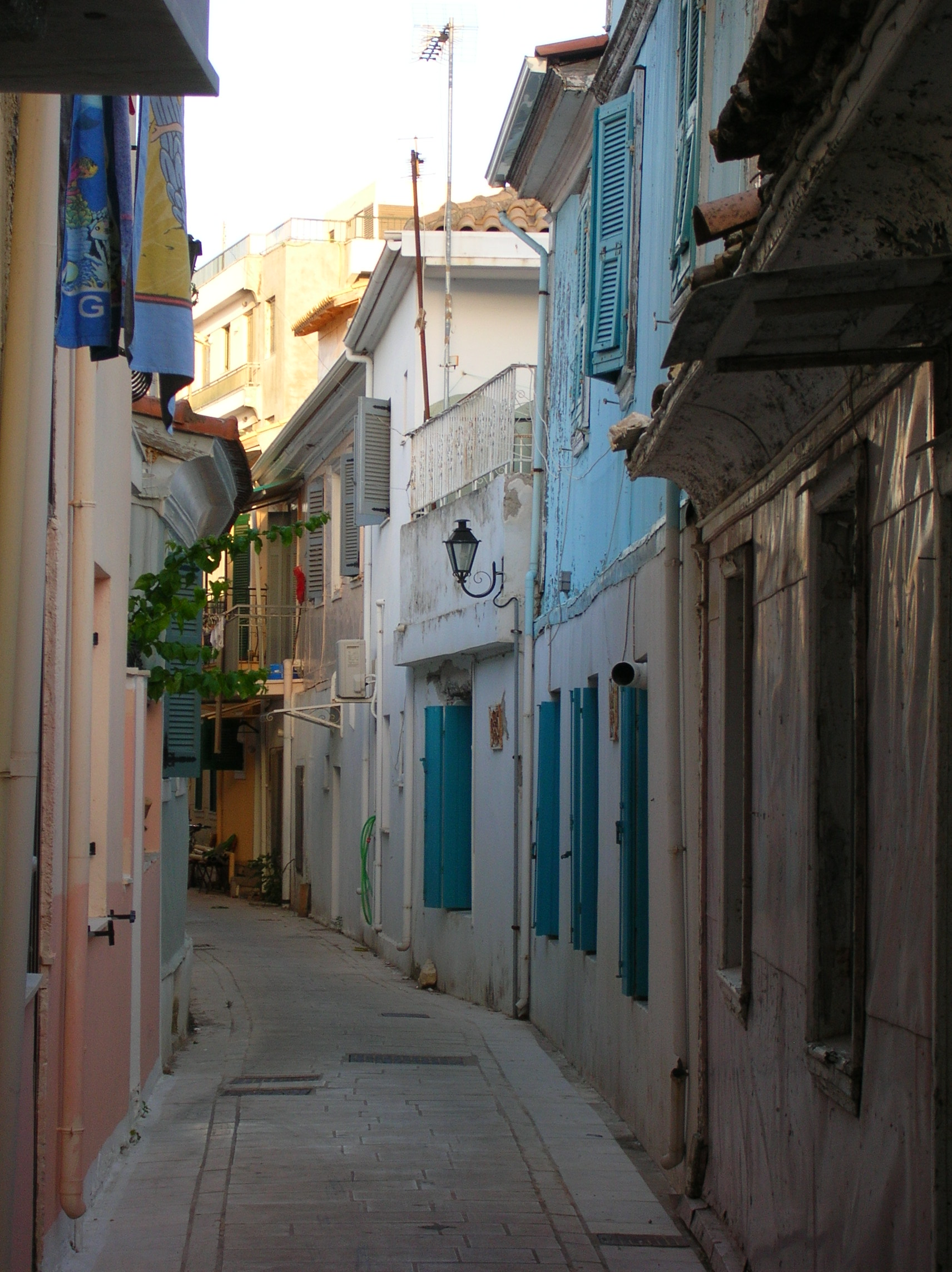
Традиційна забудова
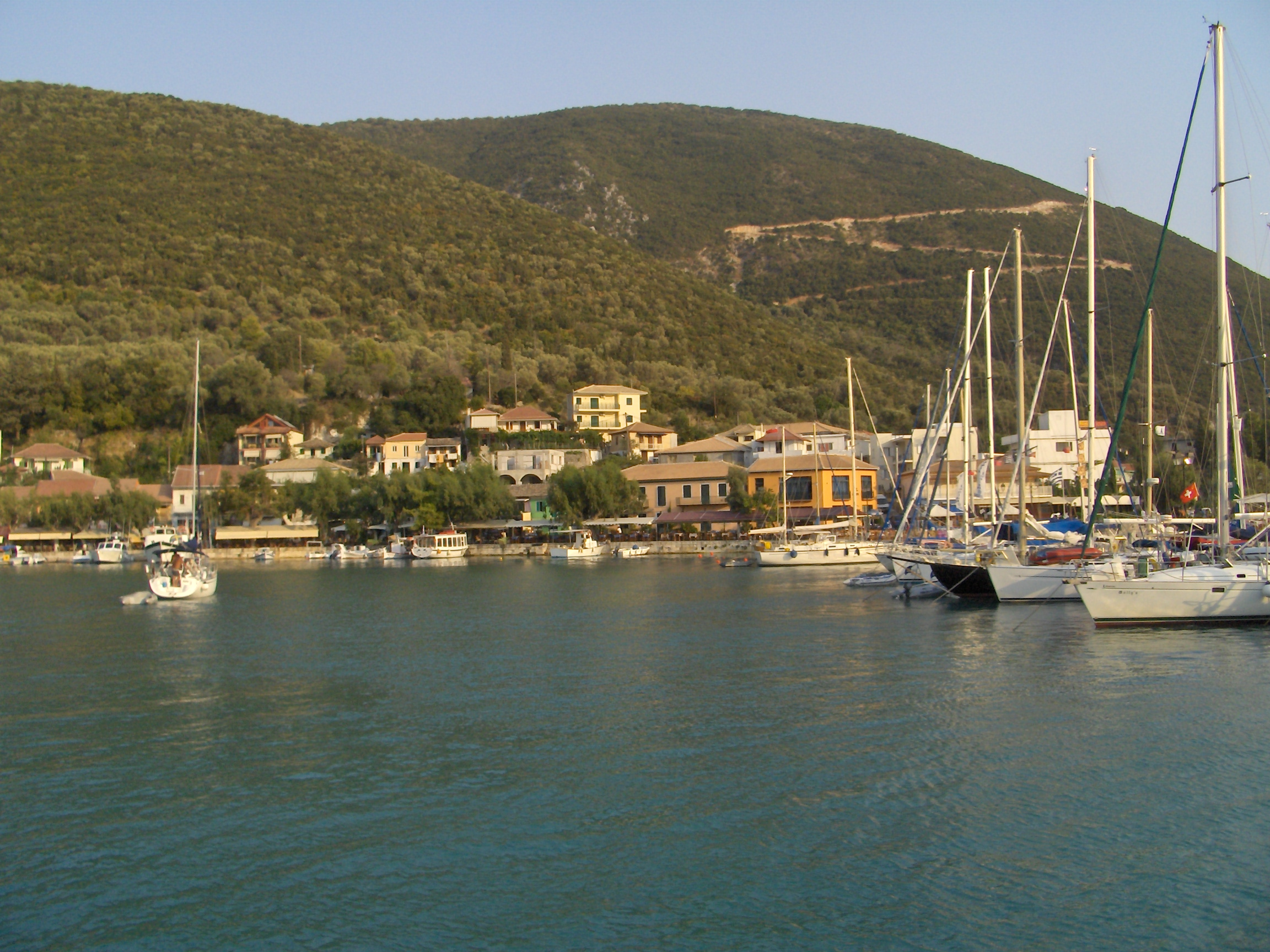
Курорт Васілікі
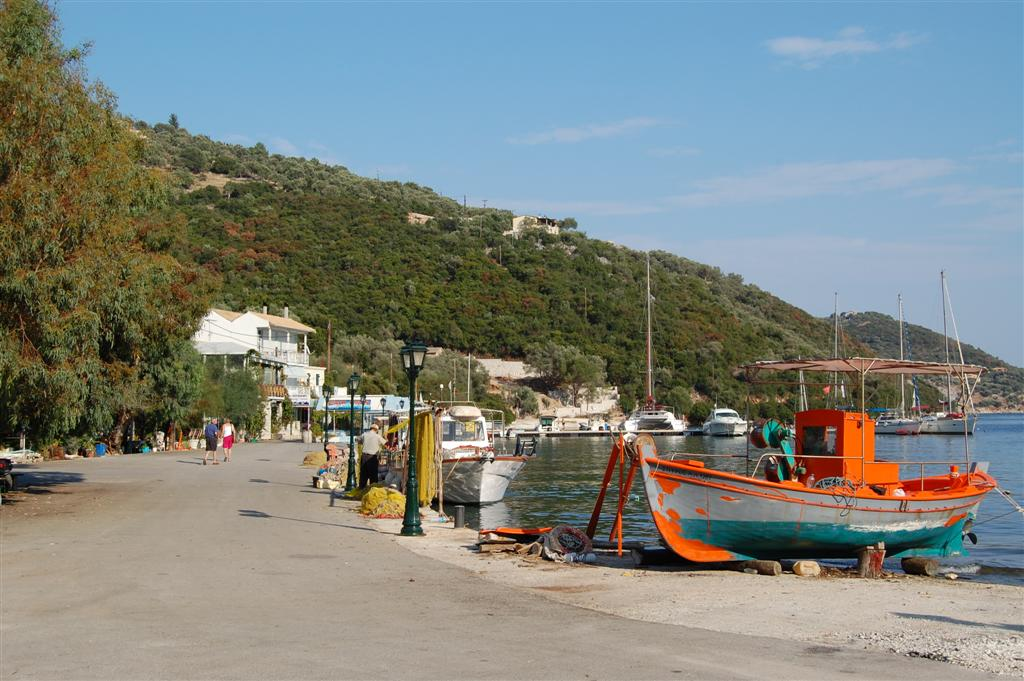
Рибацьке селище Сівота
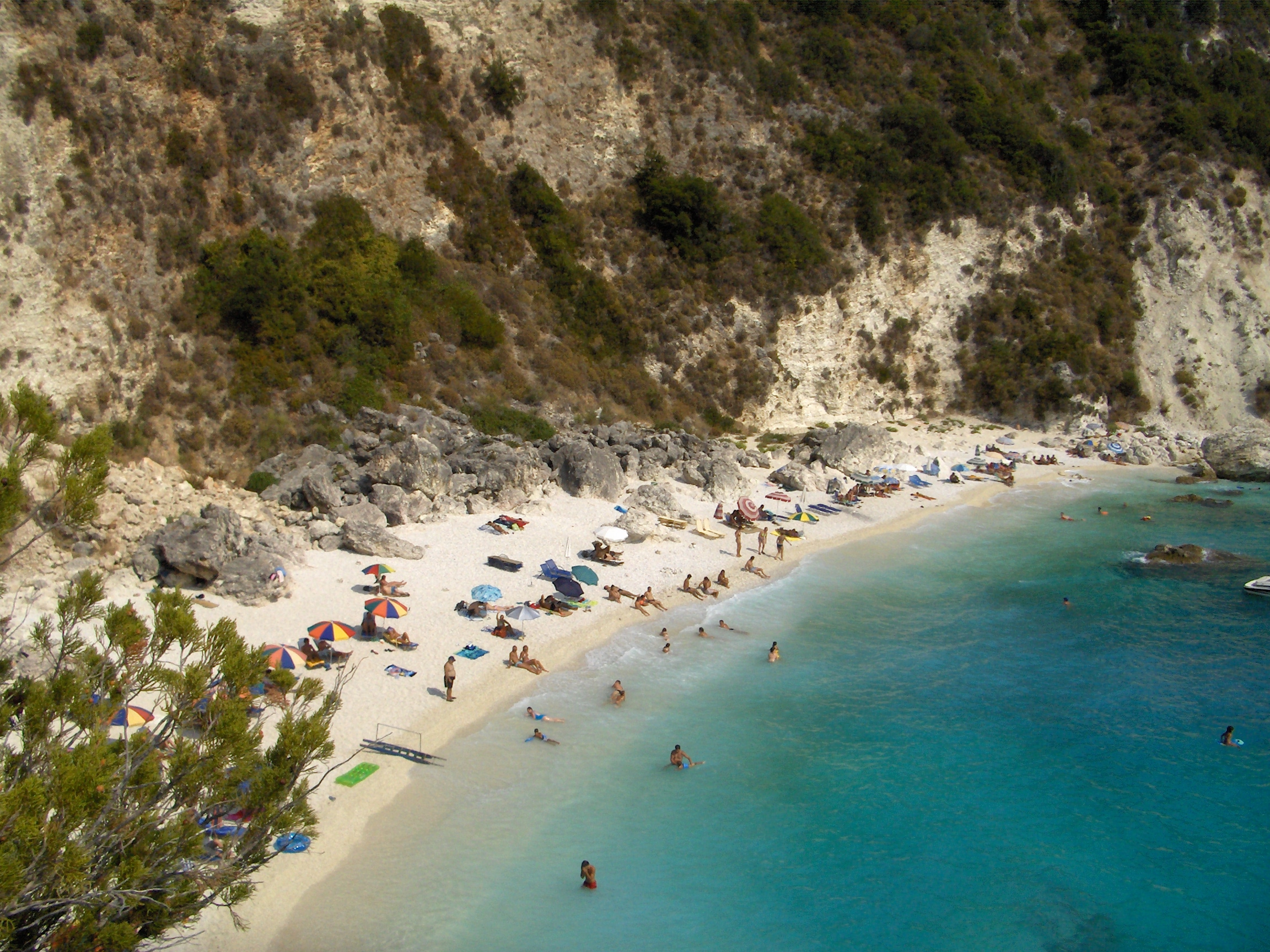
Пляж Агіофілі
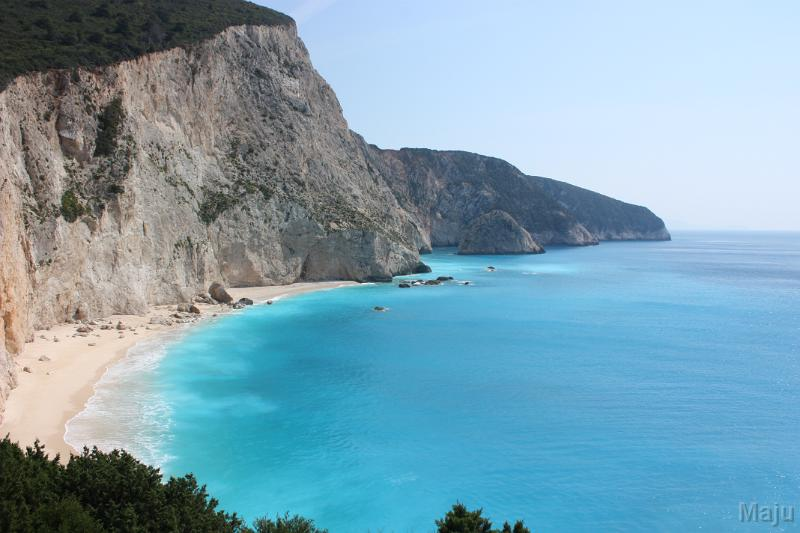
Пляж Порто Кацикі
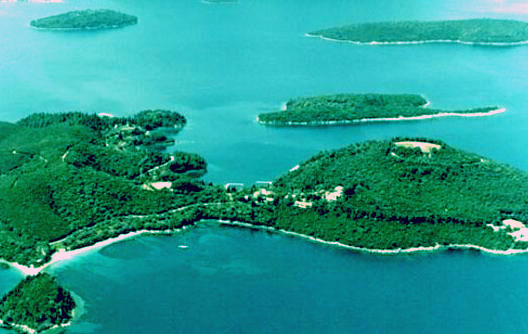
Дрібні острови Пріґіпонісія
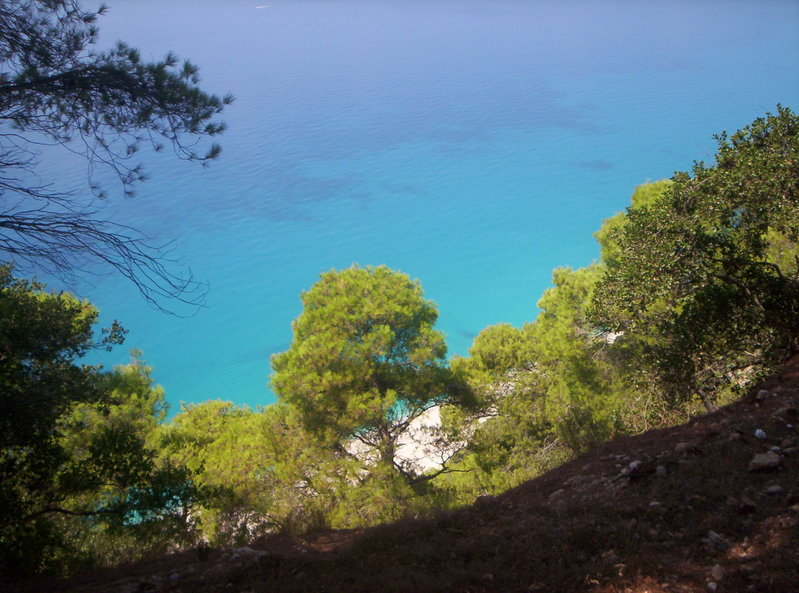
Пейзаж
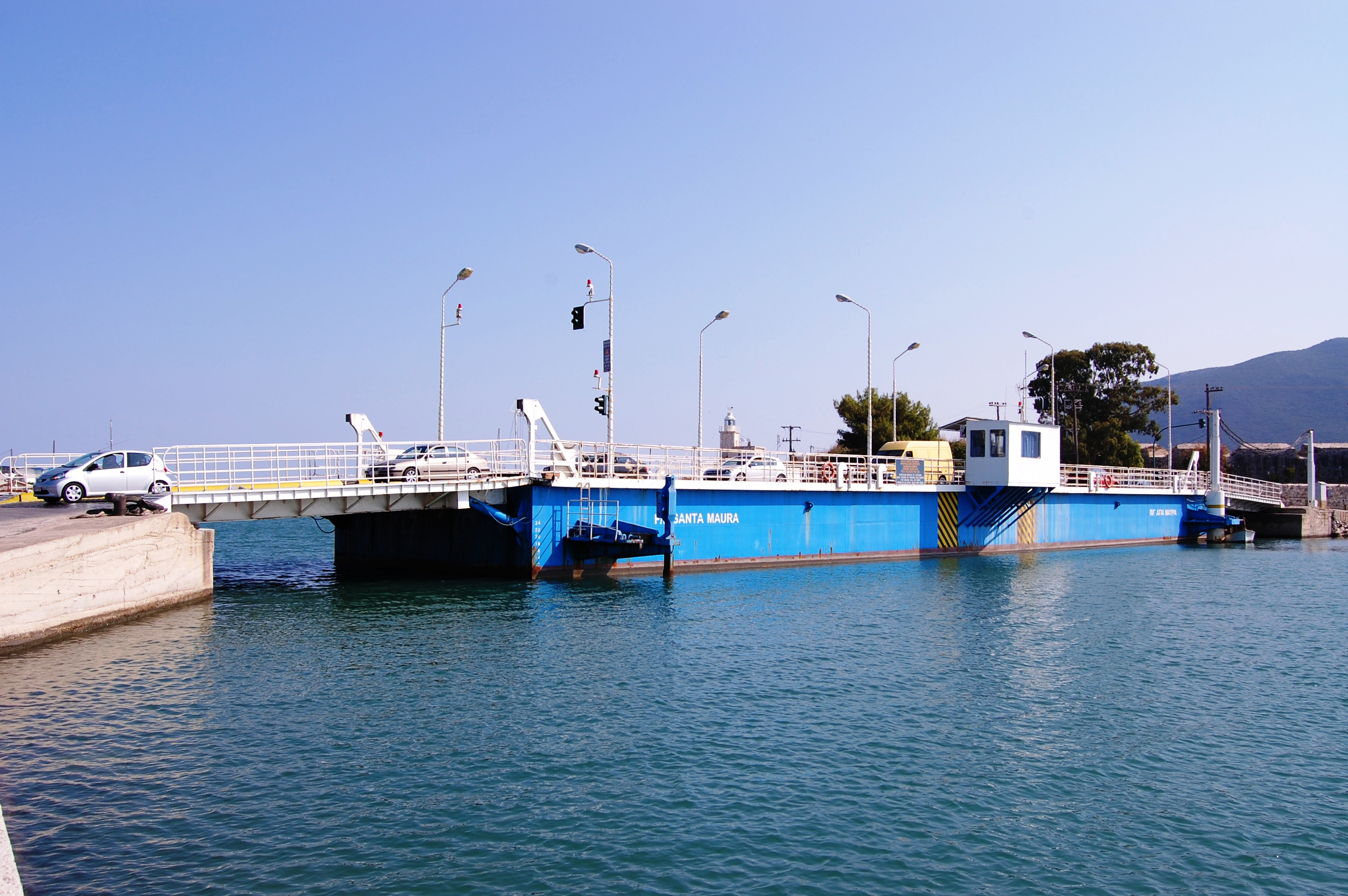
Понтонний міст
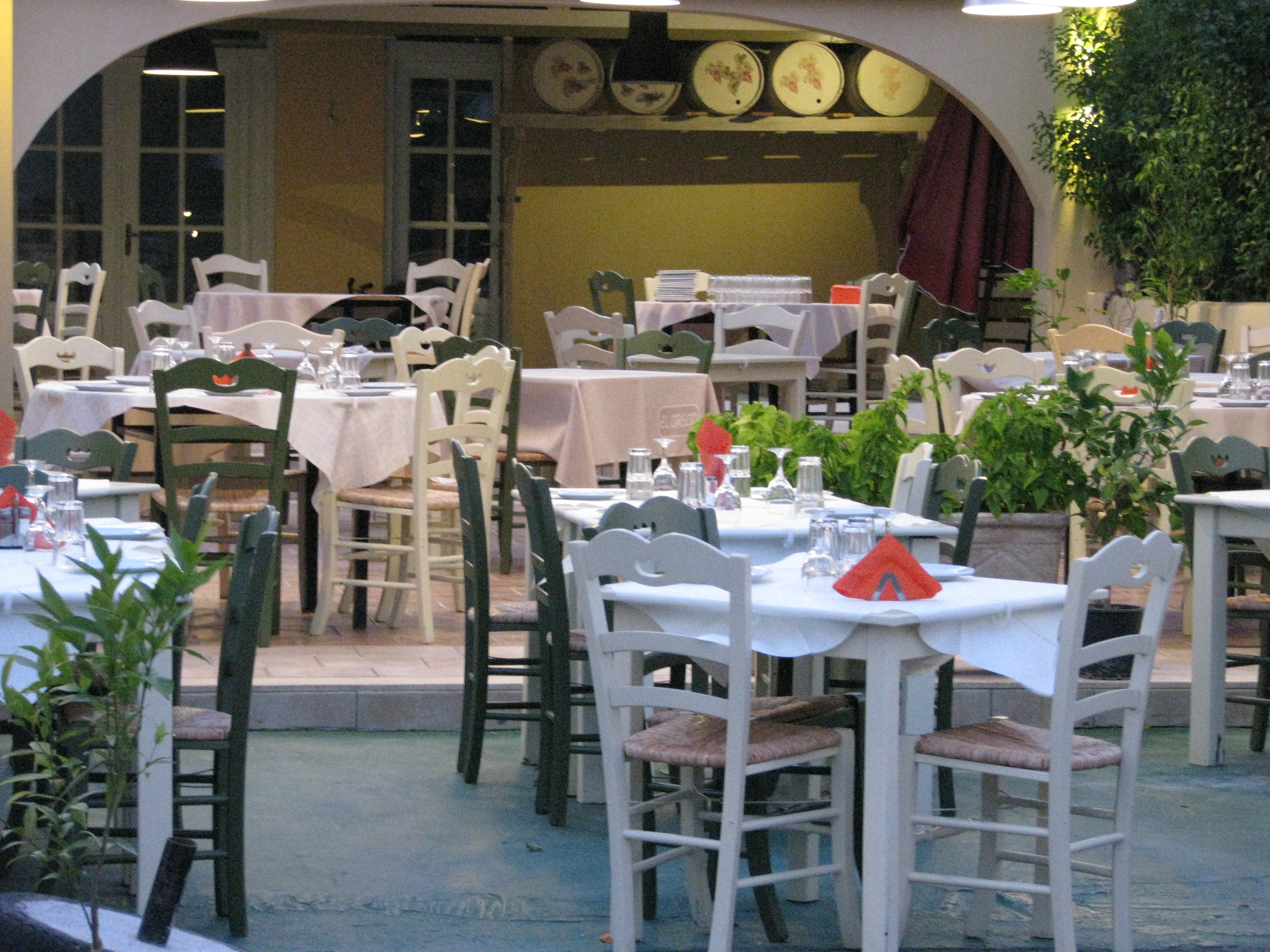
Таверна у місті Лефкада